# 五道沟河
五道沟河，位于中华人民共和国吉林省临江市南部，是鸭绿江右岸支流，发源于临江市东南端的草平山南坡，蜿蜒向西流经桦树镇东小山、聚宝山、四道沟镇东北岔村（原东北岔乡）、五道沟、大松树、梨树沟、坡口村等村屯，最后于河南村西北穿过303省道五道沟大桥后注入鸭绿江。河长103千米，河道平均比降8‰，流域面积512平方千米，年均径流量2.06亿立方米。五道沟河河道落差大，水流急，河水暴涨暴落，有多处跌水，水能资源丰富。流域内峰峦叠翠，林海茫茫，森林覆盖率达83%以上，自然资源丰富。